# Leitton

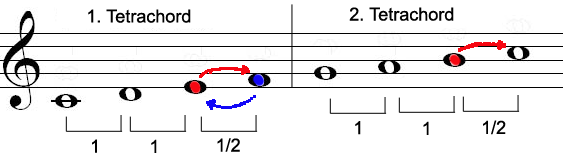
Leittöne (rot) und Gleitton (blau) in C-Dur

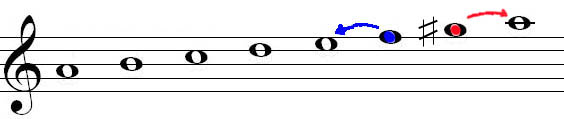
Leitton und Gleitton der harmonischen a-Moll-Tonleiter

Ein Leitton (lateinisch subsemitonium, englisch leading note, französisch note sensible), seltener auch Strebeton, ist in der Dur-Moll-Tonalität ein Ton, der die Erwartung einer Weiterführung (Auflösung) in einen um einen Halbton höher oder tiefer liegenden Zielton weckt. Ein Leitton mit abwärts gerichteter Strebetendenz wird auch Gleitton genannt. Laut Riemann Musiklexikon ist die „vorwärts gerichtete Tendenz“ eines Leittons „melodisch durch die geringe Distanz zum folgenden Ton, harmonisch durch die Zugehörigkeit zu einem meist dominantischen Klang zu begründen“.
Prototyp eines Leittons ist der siebte Ton einer Durtonleiter (z. B. das h in C-Dur), der als Leitton zur achten Stufe (Tonika) führt. Wegen der Gleichartigkeit der beiden Tetrachorde, aus denen die Durtonleiter besteht, ist auch die dritte Stufe leittönig zur vierten (wenn auch mit geringerer Strebewirkung). In anderem Zusammenhang hat aber auch die vierte Stufe (als Gleitton) eine Strebetendenz zur dritten Stufe.
In Moll gilt die sechste Stufe als natürlicher Gleitton zur fünften Stufe, jedoch gibt es – im Unterschied zu Dur – beim natürlichen Moll keinen zur Tonika führenden Leitton. Ein solcher wird deshalb im harmonischen und melodischen Moll durch die Erhöhung der siebten Stufe geschaffen.

## Tonleiterfremde Leittöne
Neben den leitereigenen Leittönen können auch leiterfremde, durch chromatische Veränderungen eingeführte Nebentöne einer Tonleiter, die in kleinem Sekundabstand zu einem Ton der Skala stehen, als „künstliche“ Leittöne fungieren.

## Reguläre Behandlung von Leittönen
Eine wichtige Stimmführungsregel besagt, dass ein Leitton gemäß seiner Strebetendenz mit einem Halbtonschritt nach oben, ein Gleitton dagegen nach unten aufzulösen sei. In einer C-Dur-Kadenz muss der Ton h als Leitton in den Grundton der Tonika aufgelöst werden. Der Ton f muss, wenn er Bestandteil eines dominantischen Akkords ist, zum e aufgelöst werden.
Die obige Regel gilt nicht absolut, sondern nur dann, wenn die Leittoneigenschaft auch wirklich zum Tragen kommt. Arnold Schönberg macht hierzu folgende Einschränkung: „Leittoneigenschaft in melodischer Hinsicht hat der siebente Ton nur in der steigenden Durskala. In der fallenden geht das h ruhig nach a, sonst wäre beispielsweise die Auflösung des 7-Akkords der I. Stufe unmöglich.“

## Irreguläre Behandlung von Leittönen

### Abspringender Leitton
Wenn der Leitton eines Dominantakkords in einer Mittelstimme liegt, ergibt sich bei seiner regulären Auflösung oft ein unvollständiger Dreiklang (ohne Quint oder Terz). Deshalb lässt man häufig den Leitton irregulär in den fehlenden Akkordton „abspringen“, um einen vollständigen Schlussdreiklang zu erhalten. Bach verfährt so in seinen Choralsätzen fast ausnahmslos.

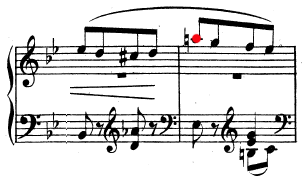
Aus Robert Schumann Waldszenen op. 82: von unten angesprungener und abgebogener Leitton (rot) in Einsame Blumen

### Abgebogener Leitton
Der irregulär fallende (nach unten „abgebogene“) Leitton findet sich häufig in der italienischen Volksmusik und als besonderes Ausdrucksmittel in der italienischen Oper des 19. Jahrhunderts. Aber auch in der Musik der deutschen Romantik ist der (sentimental wirkende) abgebogene Leitton gelegentlich anzutreffen.